# Groupe de Galois

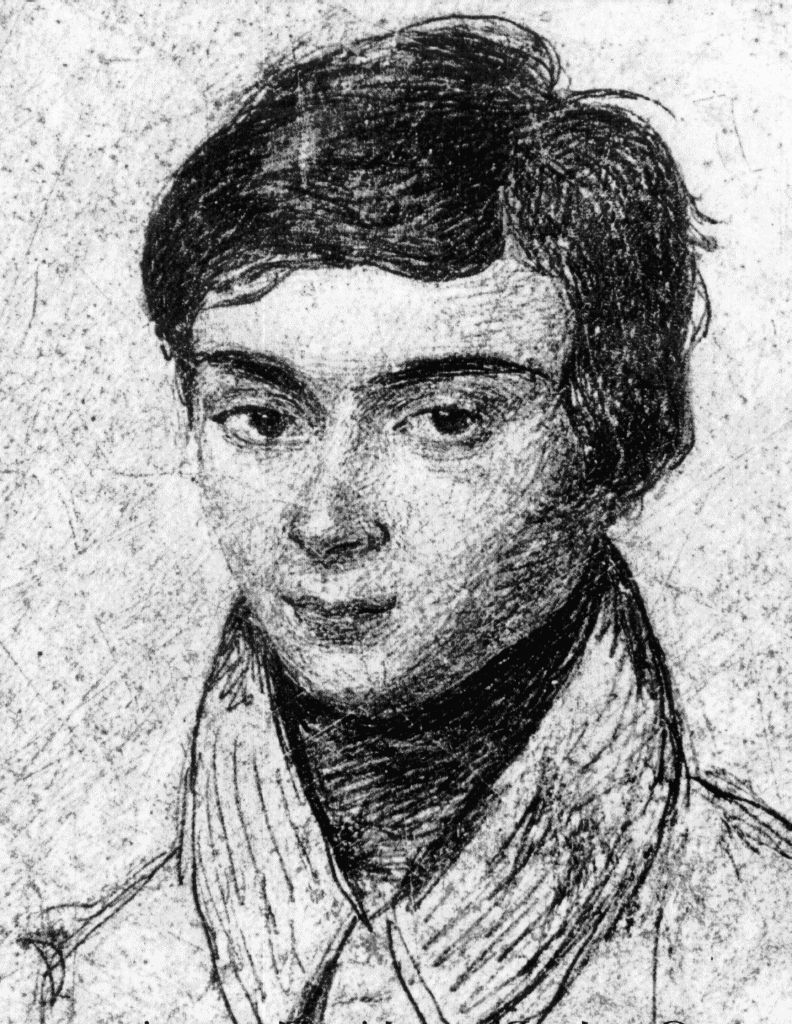
Évariste Galois 1811-1832

En mathématiques, et plus spécifiquement en algèbre dans le cadre de la théorie de Galois, le groupe de Galois d'une extension de corps L sur un corps K est le groupe des automorphismes de corps de L laissant K invariant point par point. Le groupe de Galois est souvent noté Gal(L/K).
Si l'extension possède de bonnes propriétés, c’est-à-dire si elle est séparable et normale, on parle alors d'extension de Galois et les hypothèses du théorème fondamental de la théorie de Galois sont réunies. Il existe alors une bijection entre les sous-corps de L et les sous-groupes du groupe de Galois Gal(L/K).
La correspondance permet une compréhension profonde de la structure de l'extension. Un exemple important est le théorème d'Abel, il donne une condition nécessaire et suffisante de résolution par radicaux d'une équation algébrique.

## Histoire

### Genèse

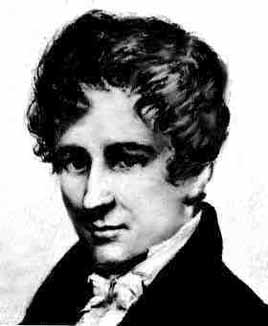
Niels Abel (1802-1829)

Si l'histoire de la théorie des équations algébriques remonte à la nuit des temps, en revanche l'introduction du concept de groupe date du XVIIIe siècle. Joseph-Louis Lagrange met en évidence la relation entre les propriétés des permutations des racines et la possibilité de résolution d'une équation cubique ou quartique. Paolo Ruffini est le premier à comprendre que l'équation générale et particulièrement l'équation quintique n'admet pas de solution. Sa démonstration reste lacunaire. Les démonstrations de Niels Henrik Abel, dans deux articles écrits en 1824 et 1826 passent, après des années d'incompréhension, à la postérité. Cependant la notion de groupe abstrait n'apparaît pas encore et le théorème reste incomplet.

### Évariste Galois
Évariste Galois résout définitivement la problématique en proposant une condition nécessaire et suffisante juste pour la résolubilité de l'équation par radicaux. Son approche subit la même incompréhension que ses prédécesseurs. Ses premiers écrits, présentés à l'Académie des sciences dès 1829, sont définitivement perdus. Un article de l'auteur écrit en 1830 est découvert par Joseph Liouville qui le présente à la communauté scientifique en 1843 en ces termes: « … J'espère intéresser l'Académie en lui annonçant que dans les papiers d'Évariste Galois j'ai trouvé une solution aussi exacte que profonde de ce beau problème : Étant donné une équation irréductible décider si elle est ou non résoluble par radicaux. »
L'apport de Galois est majeur, G. Verriest le décrit dans les termes suivants : « le trait de génie de Galois c'est d'avoir découvert que le nœud du problème réside non pas dans la recherche directe des grandeurs à adjoindre, mais dans l'étude de la nature du groupe de l'équation. Ce groupe […] exprime le degré d'indiscernabilité des racines […]). Ce n'est donc plus le degré d'une équation qui mesure la difficulté de la résoudre mais c'est la nature de son groupe. »
Galois modifie profondément son axe d'analyse par rapport à ses prédécesseurs. Pour la première fois dans l'histoire des mathématiques, il met en évidence une structure abstraite, qu'il appelle groupe de l'équation. C'est une étude sur la théorie des groupes abstraits qui lui permet de montrer qu'il existe des cas non résolubles. Il met ainsi en évidence que le groupe alterné d'indice cinq ne possède pas les propriétés nécessaires pour être résoluble. Il écrit ainsi « Le plus petit nombre de permutations que puisse avoir un groupe indécomposable quand ce nombre n'est pas premier est 5.4.3. »
Cette démarche, consistant à définir et analyser des structures abstraites et non plus des équations, est des plus fécondes. Elle préfigure ce qu'est devenue l'algèbre. Pour cette raison, Galois est souvent considéré comme un père de l'algèbre moderne.

### L'évolution de la théorie
Deux mathématiciens comprennent immédiatement la portée du travail de Galois, Liouville et Augustin Louis Cauchy qui publie dès 1845 un article démontrant le théorème sur les groupes finis portant son nom. Puis Arthur Cayley donne une première définition abstraite de la structure de groupe, indépendante de la notion de permutation. Camille Jordan diffuse largement les idées de Galois. Son livre rend accessible la théorie à un public beaucoup plus vaste en 1870.
La théorie est petit à petit profondément modifiée par des mathématiciens comme Richard Dedekind qui fut le premier à parler de « théorie de Galois », Otto Hölder qui démontra son théorème désormais célèbre en 1889 ou Emil Artin qui donne la définition moderne d'un groupe de Galois. Le groupe de Galois est maintenant un groupe d'automorphismes et non un groupe de permutations.

## Motivation

### Motivation originale
Initialement, le groupe de Galois est apparu comme un outil pour comprendre les équations algébriques. L'approche naïve consistant à opérer des changements de variables ou des transformations sur un polynôme ne permet pas de trouver algébriquement les racines.
Pour comprendre dans quel cas une telle démarche fonctionne, une bonne approche consiste à étudier les permutations des racines qui laissent invariantes toutes les expressions algébriques de ces racines. Une telle structure forme un groupe, isomorphe au groupe de Galois.
La théorie de Galois permet alors de déterminer exactement dans quel cas il est possible d'exprimer les racines en fonctions d'expressions algébriques des coefficients de l'équation et de radicaux. Un radical est un nombre dont une puissance n-ième est un nombre du corps initial. La structure du groupe de Galois permet cette exacte détermination.
Une telle démarche, consistant à étudier non plus les transformations, mais la structure même de la plus petite extension contenant toutes les racines, appelée corps de décomposition, s'avère puissante. Elle est la base de l'algèbre moderne. Cette approche consiste à étudier de manière générale la structure d'un ensemble particulier, ici le corps de décomposition. Cet ensemble apparaît comme disposant d'une double structure, à la fois de corps et aussi d'espace vectoriel sur le corps des coefficients. Le groupe de Galois est la structure algébrique la plus simple permettant une compréhension profonde.

### Les extensions finies
Cette approche générale est féconde pour l'analyse de toute extension finie sur n'importe quel corps de base. Cette analyse s'avère plus simple si l'extension possède de bonnes propriétés. Deux hypothèses sont utiles, l'extension doit être séparable et normale. On parle alors d'extension galoisienne. Il est néanmoins nécessaire de généraliser les concepts. Un groupe devient alors une structure abstraite qui s'éloigne de la notion de permutation. Le groupe de Galois n'est plus défini à l'aide des racines d'un polynôme car l'extension est maintenant définie de manière générale et non plus à partir d'une équation algébrique. Le groupe de Galois apparaît alors comme le groupe des automorphismes de l'extension laissant invariant le corps de base.
Le théorème fondamental de la théorie de Galois établit, dans le cas où l'extension finie est galoisienne, une correspondance entre ses corps intermédiaires et les sous-groupes de son groupe de Galois. Cette correspondance permet la compréhension fine de l'extension.

### Le cas général
Le caractère fini de l'extension n'est pas nécessaire pour la définition du groupe de Galois. Dans le cas général, le groupe de Galois reste un outil fondamental. Cependant, la théorie devient suffisamment complexe pour être décomposée.
Le cas où le groupe de Galois est commutatif est maintenant parfaitement connu. La théorie des corps de classes correspond à la classification des extensions abéliennes. Cette théorie est considérée comme l'un des grands succès des mathématiques du XXe siècle.
Le cas non commutatif est encore largement une question ouverte en mathématique. Le groupe de Galois reste un outil fondamental, comme le montrent par exemple les travaux de Laurent Lafforgue sur le programme de Langlands, qui lui valurent une médaille Fields en 2002.

## Définition
Soient K un corps, L une extension algébrique de K et P un polynôme à coefficients dans K.
- On appelle groupe de Galois de l'extension L sur K[11] le groupe des automorphismes de L laissant K invariant. Le groupe de Galois est souvent noté Gal (L/K).
- On appelle groupe de Galois du polynôme P sur K le groupe de Galois d'un corps de décomposition de P sur K : il est unique à isomorphisme près, ce dernier l'étant déjà. Le groupe de Galois est alors souvent noté GK(P).

## Exemples
D'autres exemples sont donnés dans les articles « Théorème d'Abel (algèbre) » et « Théorie de Galois inverse ». Signalons aussi l'existence d'un polynôme de degré 7 ayant pour groupe de Galois un groupe simple d'ordre 168.

### Degré 2
Considérons un exemple suffisamment simple pour que l'approche historique soit utilisable dans ce cas. Soit P le polynôme à coefficients rationnels défini par :
Ses deux racines sont :
Considérons alors l'ensemble E des polynômes à deux variables dont le couple (x1, x2) est racine. Les trois exemples de polynômes suivants vérifient cette propriété :
On remarque alors que (x2, x1) est aussi une racine d'un polynôme de cette nature. Ceci démontre que les deux permutations des racines, qui au couple (x1, x2) associent, l'une (x1, x2) et l'autre, (x2, x1), laissent E stable (plus généralement : le groupe de Galois d'un polynôme irréductible agit transitivement sur l'ensemble des racines de ce polynôme).
Le groupe des deux permutations est isomorphe au groupe de Galois. Initialement c'est ainsi qu'il était défini. Il est ici isomorphe à ℤ/2ℤ.

### Degré 5

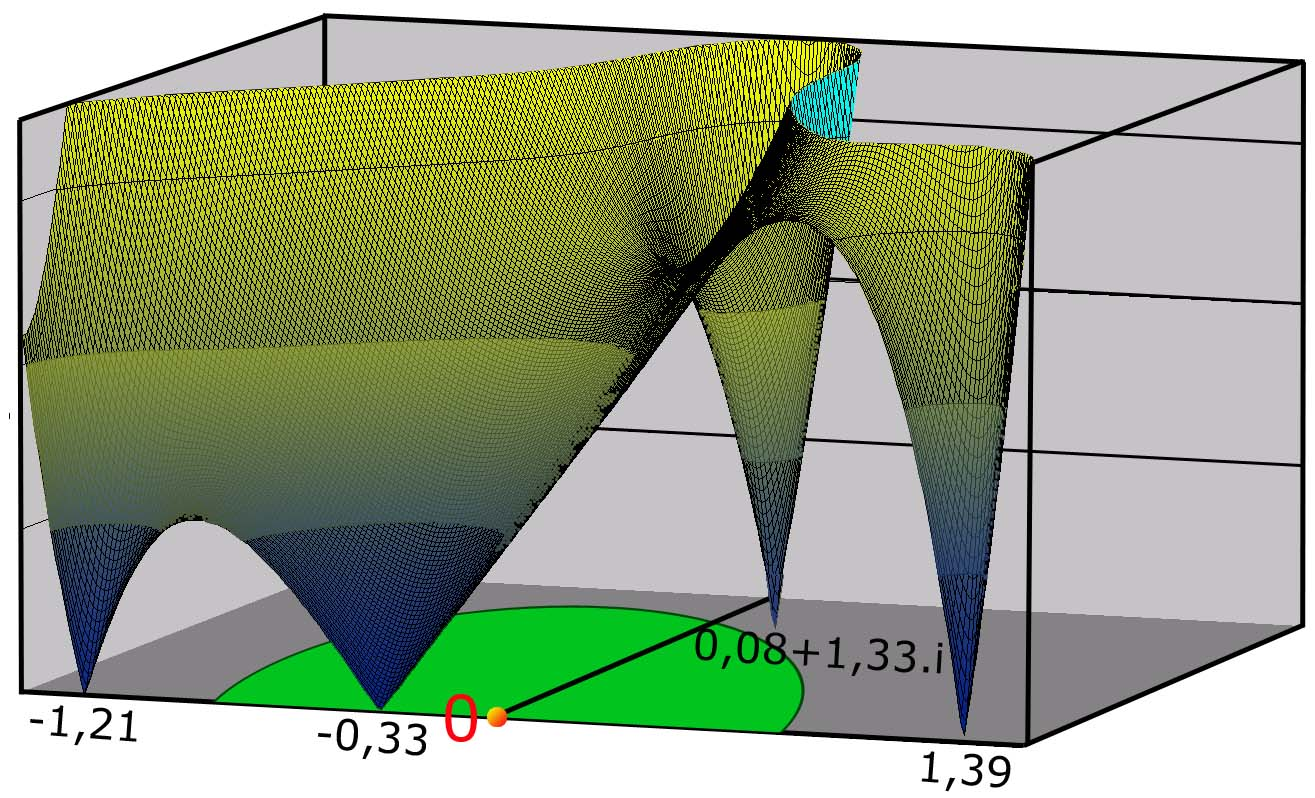
Nappe qui à z, associe le module de P(z)

Selon le complément apporté par Galois au théorème d'Abel, si le groupe de Galois d'un polynôme irréductible P sur un corps parfait K, comme le corps ℚ des rationnels, n'est pas résoluble, alors les racines du polynôme ne s'expriment pas à l'aide de radicaux à partir d'éléments de K. Les exemples les plus simples sont des polynômes de degré 5 dont le groupe de Galois sur ℚ est le groupe symétrique S5, qui n'est pas résoluble.
Le polynôme P(X) = X5 – 3X – 1 en est un exemple. Une façon de le vérifier — on en verra une plus expéditive à la section suivante — est de démontrer que sur ses cinq racines complexes, exactement trois sont réelles et une seule est de module strictement inférieur à 1. Ce polynôme est illustré sur la figure de droite ; plus précisément, cette figure illustre la nappe qui à un nombre complexe z associe le module de P(z) pour les points de coordonnée imaginaire positive. Les trois racines réelles valent approximativement –1,21, –0,33 et 1,39 et deux complexes conjuguées, 0,08 ± 1,33i. L'existence d'un unique couple de racines complexes conjuguées montre l'existence d'une transposition dans le groupe. Le fait qu'il n'existe qu'une unique racine dans le disque unité, illustré en vert sur la figure, est l'un des arguments possibles, pour montrer que le polynôme est irréductible sur ℚ. On en déduit que le groupe contient un élément d'ordre 5. L'existence de ces deux éléments (d'ordres 2 et 5) établit que le groupe de Galois est isomorphe à S5.

## Réduction modulop
Pour un polynôme unitaire P à coefficients entiers et un nombre premier p, le groupe de Galois (sur le corps fini Fp) du polynôme P déduit de P par réduction modulo p  fournit des informations sur celui (sur ℚ) de P :

Soient G le groupe de Galois de P et D (resp. Dp) l'anneau engendré par les racines de P (resp. P), dans un corps de décomposition. Si P est séparable, alors :
- théorème :
  - il existe des morphismes de D dans Dp ;
  - un tel morphisme envoie bijectivement les racines de P sur celles de P ;
  - si φ et ψ sont deux tels morphismes, il existe un élément σ de G tel que ψ = φσ ;

- corollaires :

1. le groupe de Galois de P s'identifie (de façon non canonique) à un sous-groupe de G ;
2. (théorème de Dedekind) : G contient une permutation dont les cycles, dans la décomposition en cycles disjoints, ont pour longueurs les degrés des facteurs irréductibles de P,.

Exemple. Ceci fournit une autre méthode pour montrer que le groupe de Galois sur ℚ du polynôme P(X) = X5 – 3X – 1 (étudié dans la section précédente) est isomorphe à S5 (on retrouve ainsi que P est irréductible), en remarquant que P est congru à (X3 + X2 + 1)(X2 + X + 1)  modulo 2 et à (X – 1)(X4 + X3 + X2 + X + 1) modulo 3.

## Applications
Si les groupes de Galois sont historiquement apparus à travers la théorie des équations algébriques, la puissance de ce concept a rapidement dépassé ce cadre.

### Équations algébriques
Une équation algébrique est une équation qui s'écrit avec les quatre opérations +, -, . et /. Il est possible d'y ajouter les radicaux, c’est-à-dire des expressions correspondant à la racine n-ième d'un nombre. Toute équation de cette nature revient à une équation polynomiale. Si, dans les cas les plus fréquents, c’est-à-dire celui des réels ou complexes, la problématique de l'existence et du nombre de solutions est résolue, en revanche celui de la résolution explicite est restée longtemps une question ouverte. Certaines méthodes analytiques, comme celle de Newton par une suite convergente, ou celle d'Abel par des fonctions elliptiques apportent des solutions à cette question. Il reste néanmoins à trouver une méthode purement algébrique pour une telle question.
Dans les cas de polynômes de degré inférieur à cinq, cette question se résout par des changements de variables bien choisies. Dans le cas général une telle approche n'est pas satisfaisante. En effet, il n'existe pas de solution dans le cas général. Le groupe de Galois permet de fournir une condition nécessaire et suffisante, ainsi qu'une méthode explicite de résolution. Cette question est traitée par le théorème d'Abel.

### Théorie des corps
L'approche d'une équation algébrique par son groupe de Galois met en évidence la structure du corps K associé à l'équation. L'étude des corps est donc totalement liée à celle des groupes de Galois.
Comme souvent en mathématiques, un outil puissant d'analyse de la structure de K consiste en l'étude de l'ensemble des sous-corps. Il en existe toujours un plus petit, appelé le sous-corps premier de K : c'est le sous-corps engendré par l'unité de la multiplication. Dans le cas où K est de caractéristique nulle, son sous-corps premier est isomorphe au corps des rationnels. Dans le cas contraire, la caractéristique est égale à un nombre premier p, et le sous-corps premier de K est isomorphe au corps ℤ/pℤ. En théorie de Galois, il est peu question de sous-corps, mais essentiellement d'extensions. Le corps K est en effet considéré comme une extension de son sous-corps premier, et tout sous-corps de K comme une extension intermédiaire.
Le théorème fondamental de la théorie de Galois indique que pour toute extension galoisienne finie, il existe une bijection entre les sous-groupes du groupe de Galois et les extensions intermédiaires. C'est la raison pour laquelle les groupes de Galois sont un outil essentiel dans la théorie des corps.

### Théorie algébrique des nombres
En théorie des nombres, il existe une classification, nombres entiers, rationnels, constructibles, algébriques et transcendants. Un nombre est dit algébrique s'il est solution d'une équation algébrique. En conséquence, il est naturel que le groupe de Galois soit dans ce contexte un outil essentiel.
Un exemple est donné par les nombres constructibles. En termes de théorie de Galois, ces nombres apparaissent comme élément d'une tour d'extension quadratique. Le groupe de Galois associé à cette extension est abélien, ce qui permet de démontrer le théorème de Gauss-Wantzel et de trouver tous les polygones réguliers constructibles. Cette approche permet de même de démontrer de vieilles conjectures comme l'impossibilité dans le cas général de réaliser la trisection de l'angle ou la duplication du cube.
Par ailleurs, dans le cadre d'une extension galoisienne, la ramification admet en un certain sens une interprétation galoisienne : les groupes de ramifications (en), dont le groupe de décomposition et le groupe d'inertie, sont des sous-groupes du groupe de Galois, qui correspondent via la correspondance de Galois à des sous-extensions ayant des propriétés de décomposition maximale, ou de ramification minimale.
Une question importante est celle de l'étude du groupe de Galois absolu d'un corps, en particulier du corps des rationnels, c'est-à-dire du groupe de Galois de sa clôture séparable.

### Géométrie algébrique
Enfin, en géométrie, une classe importante de variétés est constituée par les variétés algébriques. Ce sont les variétés définies comme une intersection d'un nombre fini de polynômes à plusieurs variables. L'analyse des corps associées à ces polynômes et donc des groupes de Galois est une voie essentielle pour la compréhension de ces géométries.
La correspondance de Galois qui à chaque sous-extension associe un sous-groupe de Galois, devient alors une correspondance entre les sous-groupes fermés du groupe fondamental d'une variété algébrique et les revêtements étales de la variété.